# Neoscirula putinglupa
Neoscirula putinglupa är en spindeldjursart som beskrevs av Corpuz-Raros 1996. Neoscirula putinglupa ingår i släktet Neoscirula och familjen Cunaxidae. Inga underarter finns listade i Catalogue of Life.